# 列沙·沙魯迪
列沙·沙魯迪（波斯語：رضا شاهرودی，1972年2月21日—），伊朗职业足球运动员現在他是達瑪希教練。
他曾效力柏斯波利斯。沙魯迪為伊朗國家隊上陣了40場比賽，並參加了1998年世界杯。
2006年7月，他正式執教伊朗乙組球隊達瑪希。